# 沖縄県の図書館一覧
沖縄県の図書館一覧（おきなわけんのとしょかんいちらん）は、沖縄県内にある図書館の一覧である。

## 県立図書館
- 沖縄県立図書館
  - 八重山分館

## 市町村立図書館

### 沖縄諸島

#### 南部広域市町村圏

##### 那覇市
- 那覇市立図書館

##### 浦添市
- 浦添市立図書館

##### 糸満市
- 糸満市立図書館
  - 糸満市立中央図書館

##### 豊見城市
- 豊見城市立図書館
  - 豊見城市立中央図書館

##### 南城市
- 南城市立図書館

##### 島尻郡
- 与那原町立図書館
- 南風原町立図書館

#### 中部広域市町村圏

##### 沖縄市
- 沖縄市立図書館

##### うるま市
- うるま市立図書館

##### 宜野湾市
- 宜野湾市民図書館

##### 中頭郡
- 北谷町立図書館
- 嘉手納町立図書館
- 西原町立図書館
- 読谷村立図書館
- 北中城村あやかりの杜図書館
- 中城村護佐丸歴史資料図書館

#### 北部広域市町村圏

##### 名護市
- 名護市立中央図書館

##### 国頭郡
- 本部町立図書館
- 宜野座村文化センター図書館
- 金武町立図書館
- 恩納村文化情報センター
- 今帰仁村立図書館

#### 離島

##### 島尻郡
- 渡名喜村立中央図書館

### 先島諸島

#### 宮古支庁

##### 宮古島市
- 宮古島市立図書館

##### 宮古郡
- 多良間村立図書館

#### 八重山支庁

##### 石垣市
- 石垣市立図書館